# Beggin' on Your Knees
Beggin' on Your Knees è un singolo interpretato dalla cantante statunitense Victoria Justice, pubblicato il 1 aprile 2011 dall'etichetta discografica Columbia Records. Il brano vede la collaborazione del cast della serie televisiva Victorious.
Il singolo ha ricevuto in generale critiche positive, ed è entrato nella Billboard Hot 100.
Il video ha ottenuto la certificazione Vevo.

## Video musicale
Il video mostra Victoria Justice che scopre che il suo fidanzato esce con un'altra ragazza. Allora organizza un modo per vendicarsi, mentre riporta alla mente i momenti passati con lui. Alla fine Victoria parla alla ragazza dicendole quanto lui sia falso, e se ne va decidendo di dimenticarsi di lui.